# Hr. Ms. Jacob van Heemskerck (1906)
Hr. Ms. Jacob van Heemskerck byla pobřežní bitevní loď nizozemského královského námořnictva. Ve službě byla v letech 1908–1939. Následně byla plovoucí baterií pojmenovanou Ijmuiden, za druhé světové války byla potopena německým letectvem, vyzvednuta a po válce sloužila do roku 1974 jako plovoucí kasárna.

## Stavba

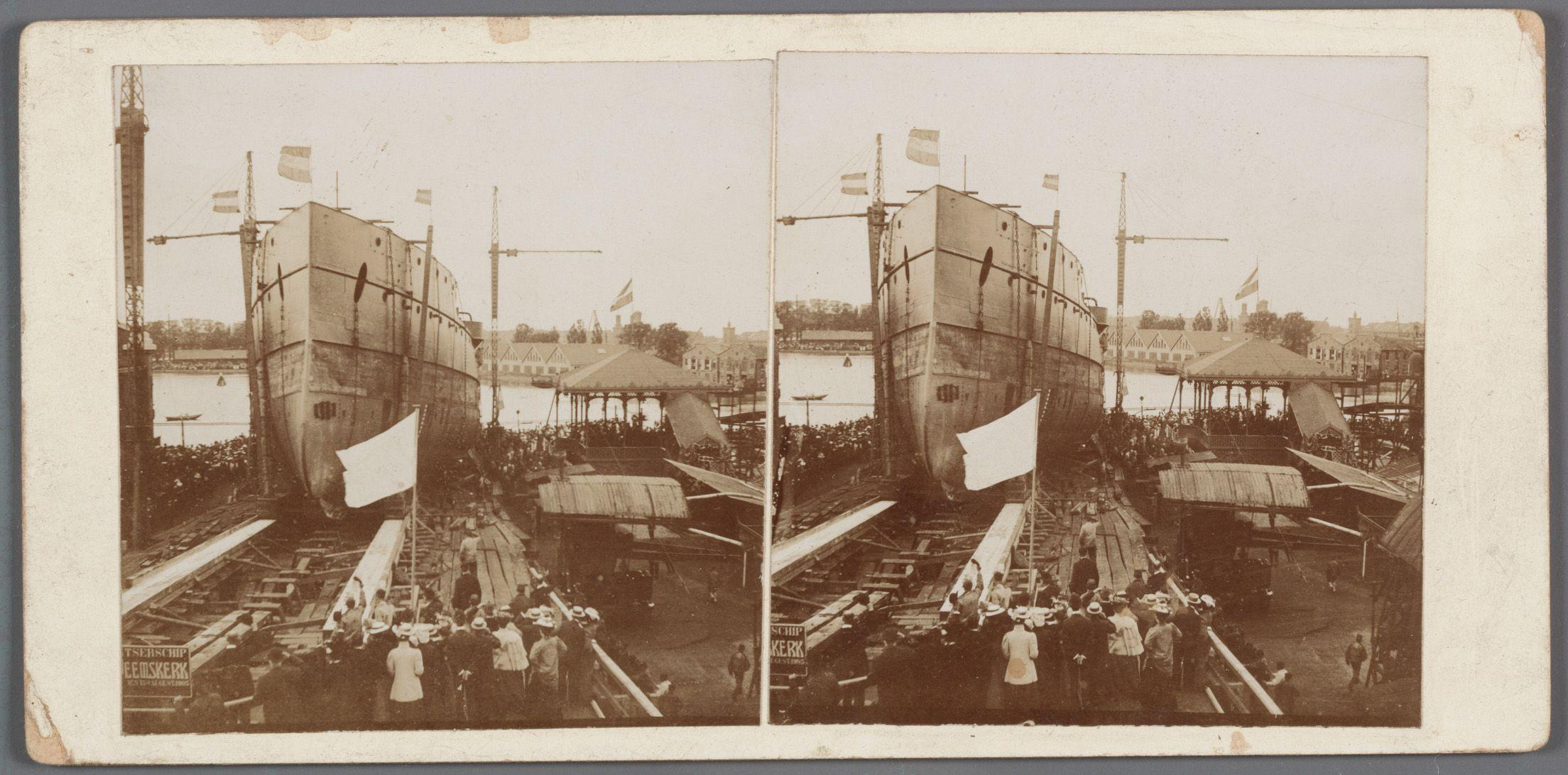
Jacob van Heemskerck během stavby

Plavidlo postavila nizozemská loděnice Rijkswerf v Amsterdamu. Kýl byl založen 15. srpna 1905, na vodu byla spuštěna 22. září 1906 a do služby uvedena 22. dubna 1908.

## Konstrukce
Výzbroj tvořily dva 238mm kanóny v jednodělových věžích. Doplňovalo je šest 150mm kanónů, šest 75mm kanónů, čtyři 37mm kanóny a dva 450mm torpédomety. Pohonný systém tvořilo osm kotlů Yarrow a dva parní stroje s trojnásobnou expanzí o výkonu 6400 hp, pohánějící dva lodní šrouby. Nejvyšší rychlost dosahovala 16,5 uzlu. Dosah byl 3300 námořních mil při rychlosti 10 uzlů.

### Modifikace

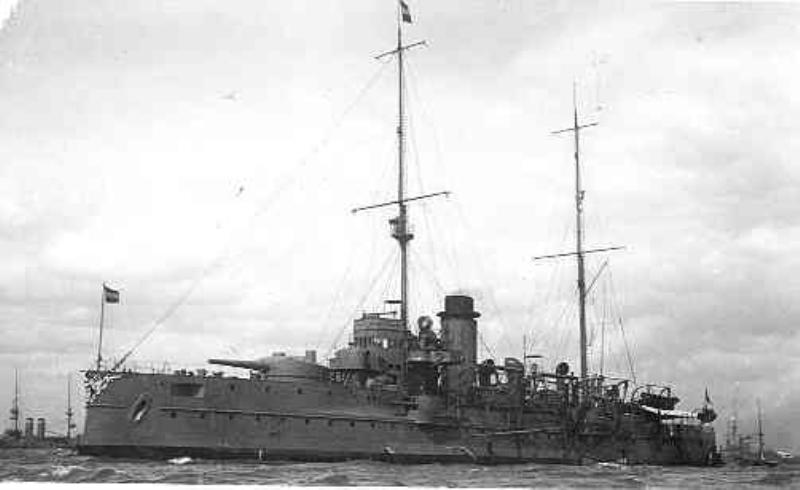
Jacob van Heemskerck

Roku 1939 byla dokončena přestavba na plovoucí baterii. Výzbroj byla omezena na dva 238mm kanóny a dva protiletadlové 40mm kanóny. Po německé přestavbě na plovoucí baterii nesla osm 105mm kanónů, čtyři 37mm kanóny a šestnáct 20mm kanónů. Byla vybavena radarem Würzburg.

## Služba
Roku 1939 byla loď přestavěna na plovoucí baterii Ijmuiden kotvící v IJmuidenu. Za druhé světové války sloužila v Evropě. Dne 14. května 1940 ji potopila vlastní posádka. Němci plavidlo vyzvedli a upravili na plovoucí protiletadlovou baterii Undine. Po válce byla přestavěna na plovoucí kasárna Neptunus, v roce 1974 vyřazena.